# Vox Liberalis
Vox Liberalis er et liberalt blogsamfund. Hjemmesiden blev oprettet i april 2010 under navnet Damefrokosten.com af Lea Stentoft og Camilla-Dorthea Bundgaard. I september 2013 skiftede Damefrokosten navn til Vox Liberalis, hvorunder Damefrokosten fortsat eksisterer som en separat sektion dedikeret til "køn, seksualitet, ligestilling og mangfoldighed".

## Eksterne links
- voxliberalis.dk Arkiveret 2. december 2016 hos  Wayback Machine

| Internet | Spire Denne internet-relaterede artikel er en spire som bør udbygges. Du er velkommen til at hjælpe Wikipedia ved at udvide den. |